# Корнехо, Рене
Рене Корнехо Диас (исп. René Cornejo Díaz; род. 1962 года, Арекипа, Перу) — перуанский политик, премьер-министр Перу с 25 февраля по 22 июля 2014 года.

## Биография
Рене Корнехо родился в 1962 году в провинции Арекипа во втором по величине городе Перу Арекипа. Там же окончил школу. Учился в столице страны Лиме в Национальном инженерном университете, по специальности инженер механики и электроники.
С лета 2011 года впервые вошёл в правительство Перу как министр по делам жилищного строительства. Занимал этот пост неизменно при четырёх премьер-министрах. Именно при нём в столице страны Лиме была построена испанцами новая очистительная станция.
В конце февраля 2014 года в правительстве Сесара Вильянуэвы произошёл скандал, из-за которого он был вынужден 25 февраля оставить пост главы кабинета министров. Президент Перу Ольянта Умала в тот же день предложил Рене Корнехо сменить действующего главу кабинета. Вечером этого же дня новое правительство Перу было приведено к присяге.
22 июля президент Перу Ольянта Умала принял отставку Рене Корнехо с поста премьер-министра из-за того, что одного из его советников обвинили в том, что он предлагал деньги за дискредитацию своего политического оппонента. Через несколько часов к присяге была приведена Ана Хара Веласкес.